# Kolbotn
Kolbotn is een dorp in de gemeente Nordre Follo in Noorwegen. Het dorp telt ongeveer 6.000 inwoners. Kolbotn staat bekend om zijn omnisportvereniging Kolbotn IL.

## Bekende (ex-)inwoners
- nu jazzgitarist Eiving Aarset.
- black metalmuzikant Fenriz en zijn band Darkthrone
- Joakim With Steen (JOWST)